# Fluorid einsteinitý
Fluorid einsteinitý je anorganická sloučenina s chemickým vzorcem EsF3.

## Příprava
Fluorid einsteinitý může být vysrážen z roztoku chloridu einsteinitého reakcí s fluoridy. Lze jej také připravit vystavením oxidu einsteinitého fluoridu chloritému nebo plynnému fluoru při tlaku 1 - 2 atmosfér a teplotě mezi 300 a 400 °C. Krystaly fluoridu einsteinitého jsou trigonální, typu fluoridu lanthanitého.

## Vlastnosti
Fluorid einsteinitý tvoří krystaly, které jsou nerozpustné ve vodě.
Fluorid einsteinitý lze redukovat kovovým lithiem na elementární einsteinium:
EsF3 + 3 Li → Es + 3 LiF